# Neotanygastrella pacifica
Neotanygastrella pacifica är en tvåvingeart som beskrevs av Wheeler och Hajimu Takada 1964. Neotanygastrella pacifica ingår i släktet Neotanygastrella och familjen daggflugor. Inga underarter finns listade i Catalogue of Life.